# Decode
«Decode» —en español: «Descifrar»— es una canción de Paramore lanzada como sencillo de la BSO de la adaptación cinematográfica de la novela Twilight. La canción obtuvo larga rotación en las principales radios de Los Ángeles, como KIIS-FM. El 11 de noviembre, fue incluida dentro de la radio Z100 de Nueva York. Esta canción logró vender más de 1,000,000 de copias

## Antecedentes y composición
«Decode» fue compuesta por Josh Farro, Hayley Williams y Taylor York. Fue lanzada como parte del álbum Twilight: Original Motion Picture Soundtrack, banda sonora oficial de Crepúsculo, basada en la novela homónima.

«Crepúsculo es la primera saga de libros que he leído [...] realmente me llamó la atención y eso se mantuvo. Estoy muy emocionada de ver el libro adaptado al cine y estamos contentos de que nuestra banda [Paramore] sea parte del fenómeno. Elegí el título «Decode» porque la canción es acerca de la creciente tensión, la torpeza, la ira y la confusión entre Bella y Edward. [La mente de] Bella es la única que Edward no puede leer [...]»
Hayley Williams sobre Crepúsculo y «Decode» 

 Según la partitura publicada en Musicnotes, la canción tiene un tempo rock moderado y está compuesta en la tonalidad la menor.

## Video musical
El video oficial fue estrenado el 3 de noviembre a través de MTVu, MTV, MTV2 y MTV.com, fue dirigido por Shane Drake (quien había dirigido los videos de Pressure, Misery Business y Crushcrushcrush). En el video puede verse a la banda caminando y tocando a través de un bosque en Nashville, Tennessee. Escenas de la película Crepúsculo también fueron añadidas.

## Lista de formatos

### Promo sencillo en CD
1. «Decode» - 4:22

### Twilight: Original Motion Picture Soundtrack
2. «Decode» - 4:21
3 «crepusculo» 5:21

## Rendimiento en las listas musicales
| Lista (2008-09)                  | Posición más alta |
| -------------------------------- | ----------------- |
| Australian ARIA Singles Chart    | 12                |
| Canadian Hot 100                 | 48                |
| Hot Canadian Digital Singles     | 24                |
| Finnish Singles Chart            | 9                 |
| French Singles Chart             | 10                |
| German Singles Chart             | 47                |
| New Zealand Singles Chart        | 15                |
| Portugal (AFP)                   | 24                |
| Swiss Singles Top 75             | 60                |
| UK Singles Chart                 | 52                |
| U.S. Billboard Hot 100           | 33                |
| U.S. Billboard Alternative Songs | 5                 |
| U.S. Billboard Pop Songs         | 36                |

### Certificaciones
| País          | Certificación |
| ------------- | ------------- |
| Australia     | Platino       |
| New Zealand   | Oro           |
| United States | Platino       |